# Järnvägsolyckan i Alby
Järnvägsolyckan i Alby var en tågolycka som inträffade på Alby station, strax söder om Ånge i dåvarande Borgsjö landskommun i Sverige klockan 22:48 den 5 september 1964.
Olyckan berodde på att det norrgående snälltåget 902 Nordpilen med 400 passagerare hade för hög hastighet när det passerade två växelkurvor. Ett missförstånd uppstod. Hastigheten var nedsatt från 100 km/tim till 40 km/tim på grund av rälsbyte på uppspåret, men lokföraren gjorde ingen märkbar inbromsning utan fortsatte i omkring 80-90 km/tim. Den fjärde vagnens bakre boggier klättrade av spåret och drog med sig vagn 5 och vagn 3. Vagn 6 höll sig kvar på spåret medan vagn 8 och de efterföljande tvingades ut i sidled eftersom den helsvetsade rälsen trängt upp i vagn 8. Loket och de två första vagnarna stannade efter 750 meter sedan självavkoppling ägt rum.
Räddningsarbetet försvårades av tät dimma och kompakt mörker. Totalt nio vagnar spårade ur och ett par vagnar rände in i tre kringliggande bostadshus som fick stora materiella skadador. Av de nio omkomna i tåget, reste sju i de två omkullvälta sovvagnarna och den åttonde hade kastats ut ur den sittvagn han reste i. Ytterligare 31 personer skadades, varav tre svårt. 

## Bilder

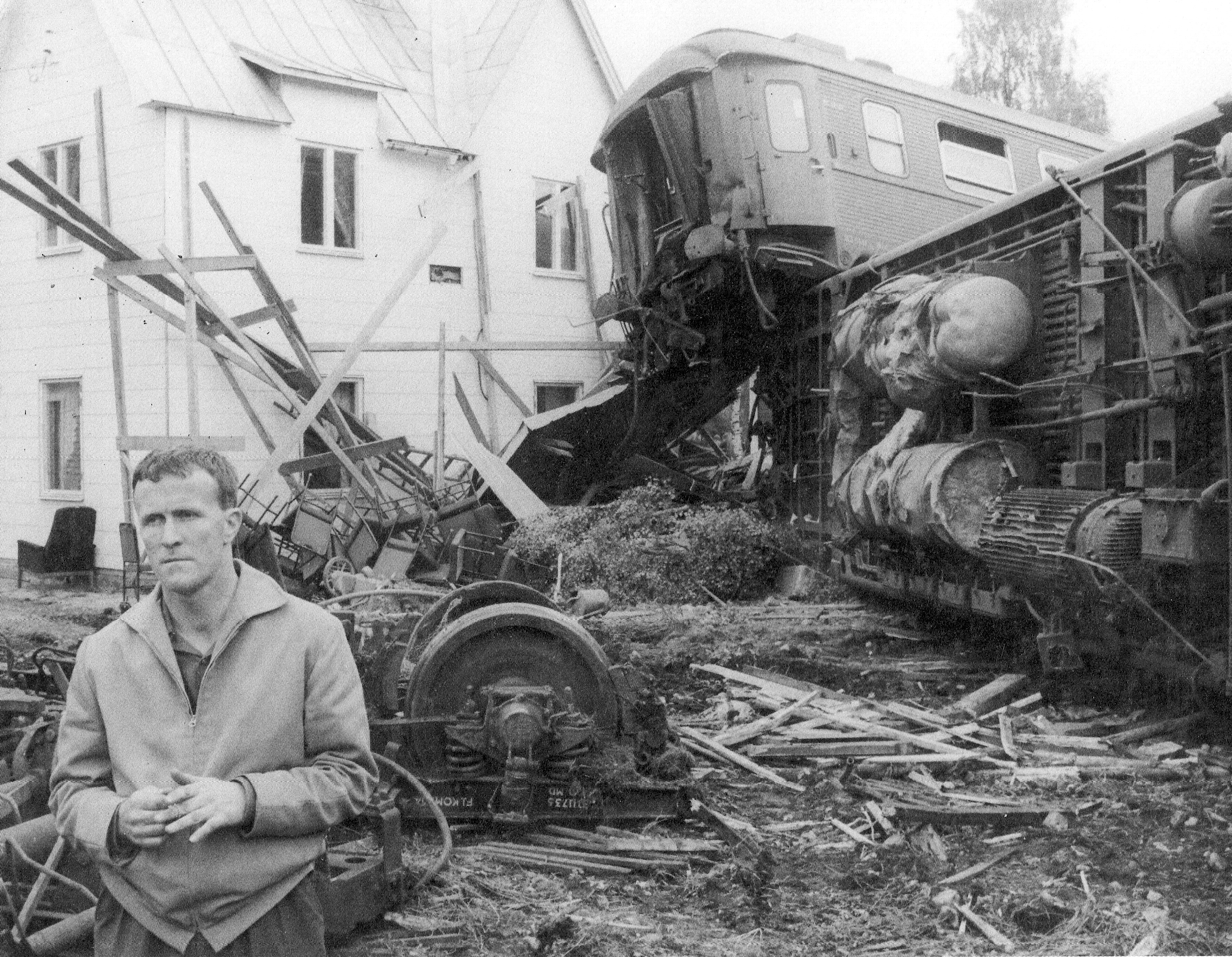
Vagn som klättrat
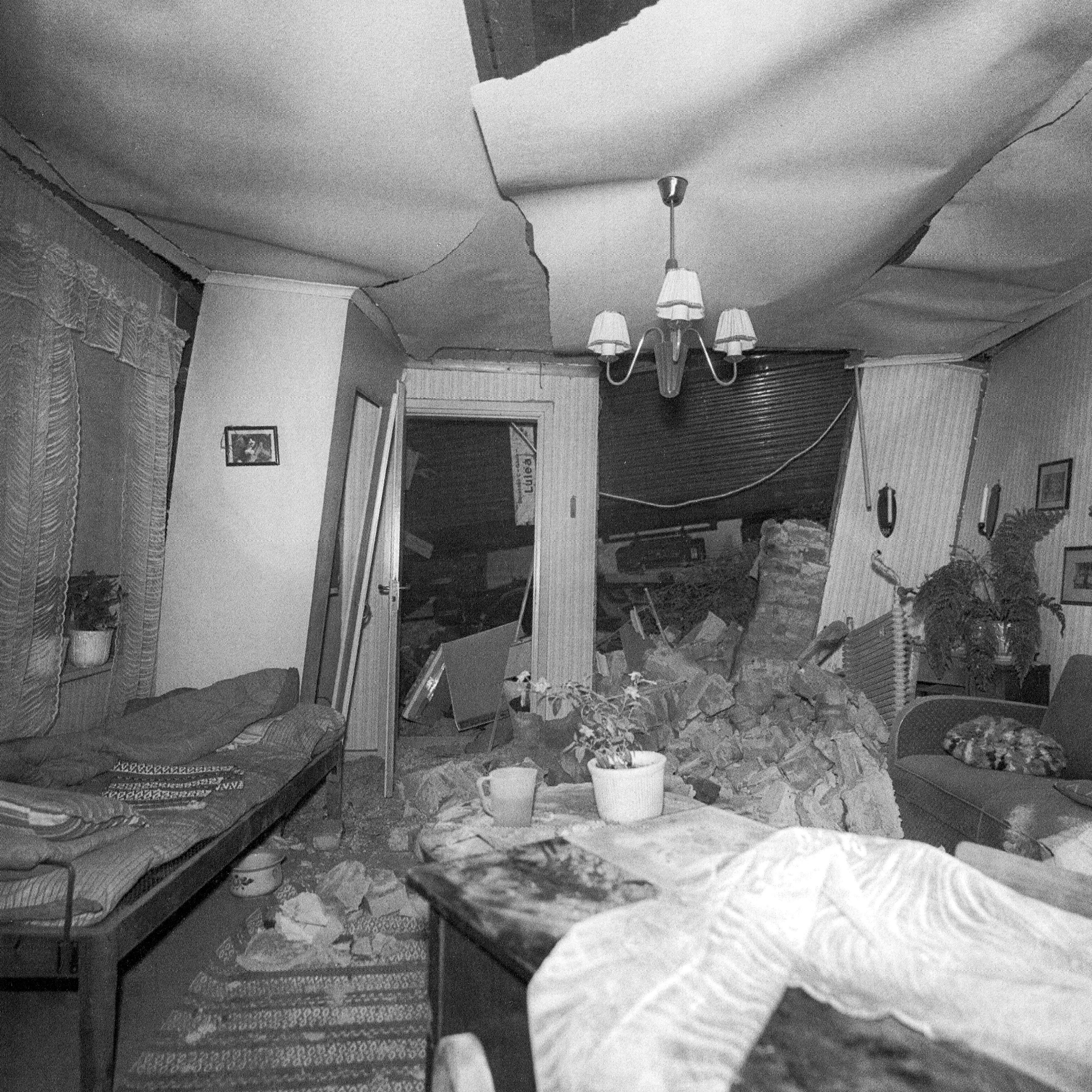
Bostad krossad av järnvägsvagn
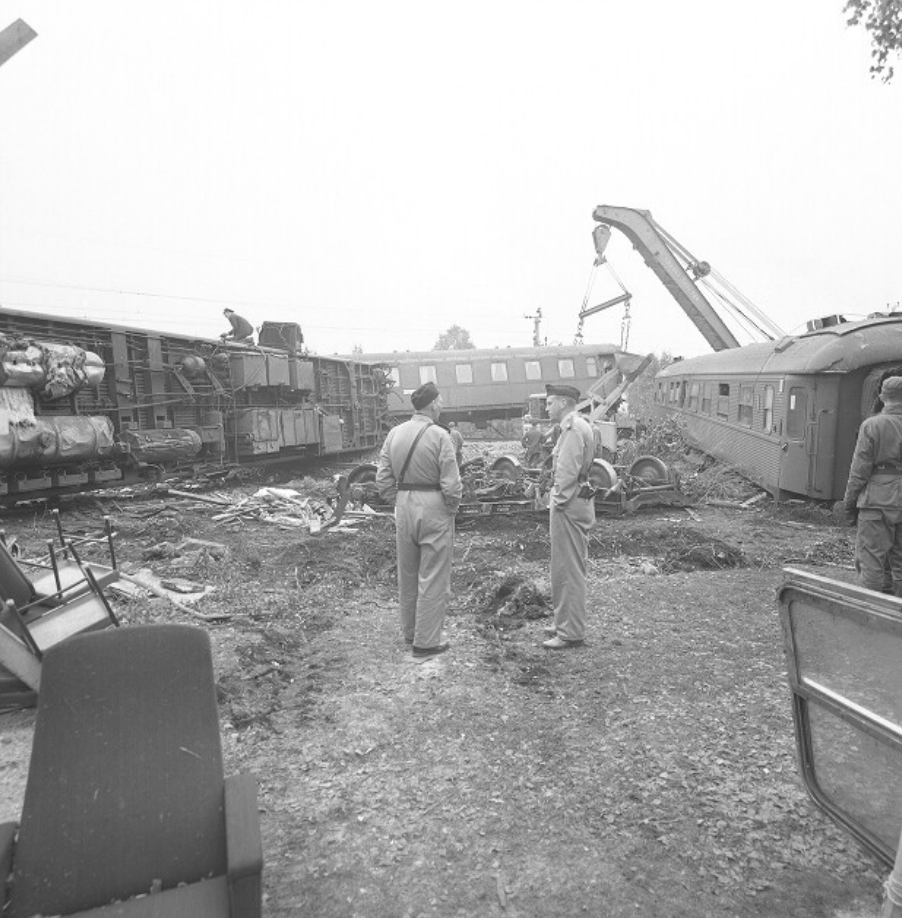
Röjningsarbetet